# Facinet Conte

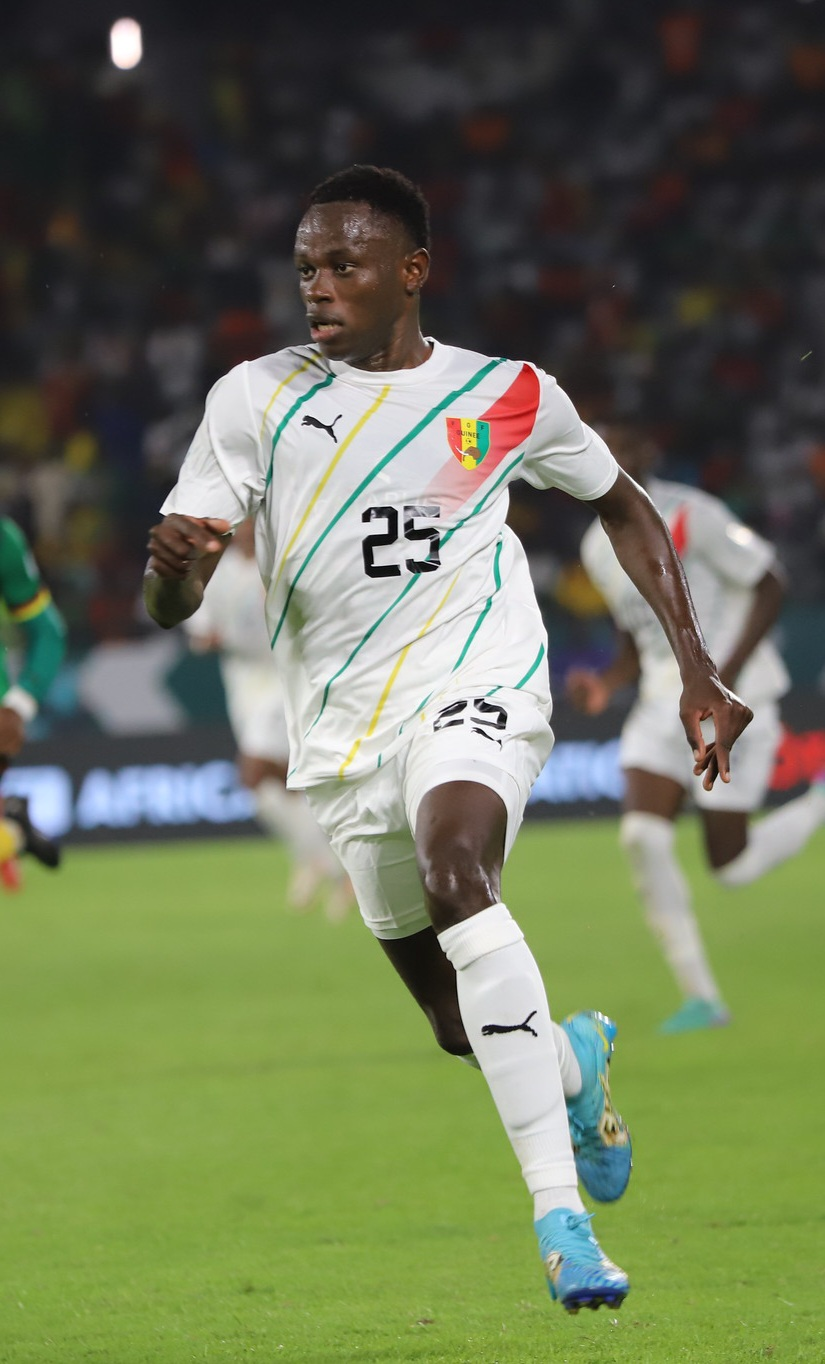
Facinet Conte mit Guinea
am Afrika-Cup 2023

Facinet Conte [ˈconte] (* 24. März 2005 in Conakry, Guinea) ist ein guineisch-marokkanischer Fußballspieler. Er spielt in der Schweiz beim Berner Erstligisten BSC Young Boys als Stürmer.

## Karriere

### Vereine
Conte, der als Waise von einem Onkel erzogen wurde, kam im Alter von acht Jahren zur panafrikanischen Organisation Siaka Académie Foot in Guinea. Zur Adoption durch eine marokkanische Familie zog er im Herbst 2020 nach Marokko um und spielte dort, ebenfalls im Rahmen der Siaka Académie Foot, Freundschaftsspiele, wobei Vereine aus Marokko, aber auch aus Europa auf den talentierten Stürmer aufmerksam wurden.
Nach Probetrainings bei verschiedenen französischen Vereinen im September 2022 unterschrieb er schließlich im Oktober 2022 beim korsischen Verein SC Bastia aus der Ligue 2, trainierte mit den Profis und bestritt einige Freundschaftsspiele sowie ein Spiel mit der B-Mannschaft. Da jedoch die FIFA aufgrund seiner Minderjährigkeit die Erlaubnis verweigerte, bei den Profis zu spielen, kehrte Conte im Januar 2023 nach Guinea zurück und bestritt beim guineischen Erstligisten Flamme Olympique FC in Conakry sechs Monate lang einige Spiele, bevor er im Juni 2023, nun 18-jährig, zum SC Bastia zurückkehrte und am 29. Juni 2023 einen Einjahresvertrag mit der Option auf eine Verlängerung um zwei Jahre unterzeichnete. Am 26. August 2023 gab er am 4. Spieltag der Ligue 2 der Saison 2023/24 sein Profidebüt für Bastia, als er in der 65. Minute im Heimspiel gegen die ES Troyes AC für Kapit Djoco eingewechselt wurde. Er erzielte zwei Tore in der 70. und 80. Minute und führte Bastia zum 3:2-Sieg. Am 26. September 2023 traf er  gegen den Pau FC nach seiner Einwechslung in der 2. Halbzeit erneut, konnte aber die 1:4-Heimniederlage seiner Mannschaft nicht verhindern.
Im Sommer 2024 wechselte Conte zum BSC Young Boys und unterschrieb einen bis 2029 gültigen Vertrag. Im Juni 2024 erlitt er im Training einen Kreuzbandriss und fehlt damit Young Boys für mehrere Monate.

### Nationalmannschaft
Conte wurde vom guineischen Nationaltrainer Kaba Diawara überraschenderweise in die guineische Fußballnationalmannschaft für den Afrika-Cup 2023 aufgeboten. Bei seinem Debüt für Guinea erzielte er am 8. Januar 2024 beim 2:0-Sieg gegen Nigeria ein Tor.

## Privates
Als Waise wurde Facinet Conte von einem marokkanischen Flugkapitän, der bei Air France arbeitete, und dessen Frau adoptiert, weshalb er auch die marokkanische Staatsbürgerschaft besitzt. Zudem ist er im Verfahren zum Erhalt der französischen Staatsbürgerschaft.

## Trivia
Die Nummer 31 bei Bastia und den Young Boys wählte Conte nach eigener Aussage wegen seiner zwei Idole Isco (spielt mit Nr. 9) und Victor Osimhen (Nr. 22, addiert 31).